# Kentucky Education Reform Act
Als KERA, d. h. Kentucky Education Reform Act bezeichnet man im US-Bundesstaat Kentucky die Schulreform von 1990, die im allgemeinen Schulwesen den Schulen weitgehende Selbstverwaltung bei gleichzeitig verstärkter staatlicher Unterstützung einräumte.
Seitdem erzielte man in demographischen Vergleichen gegenüber anderen Bundesstaaten in den USA bessere Resultate.